# Conférences de Bréda

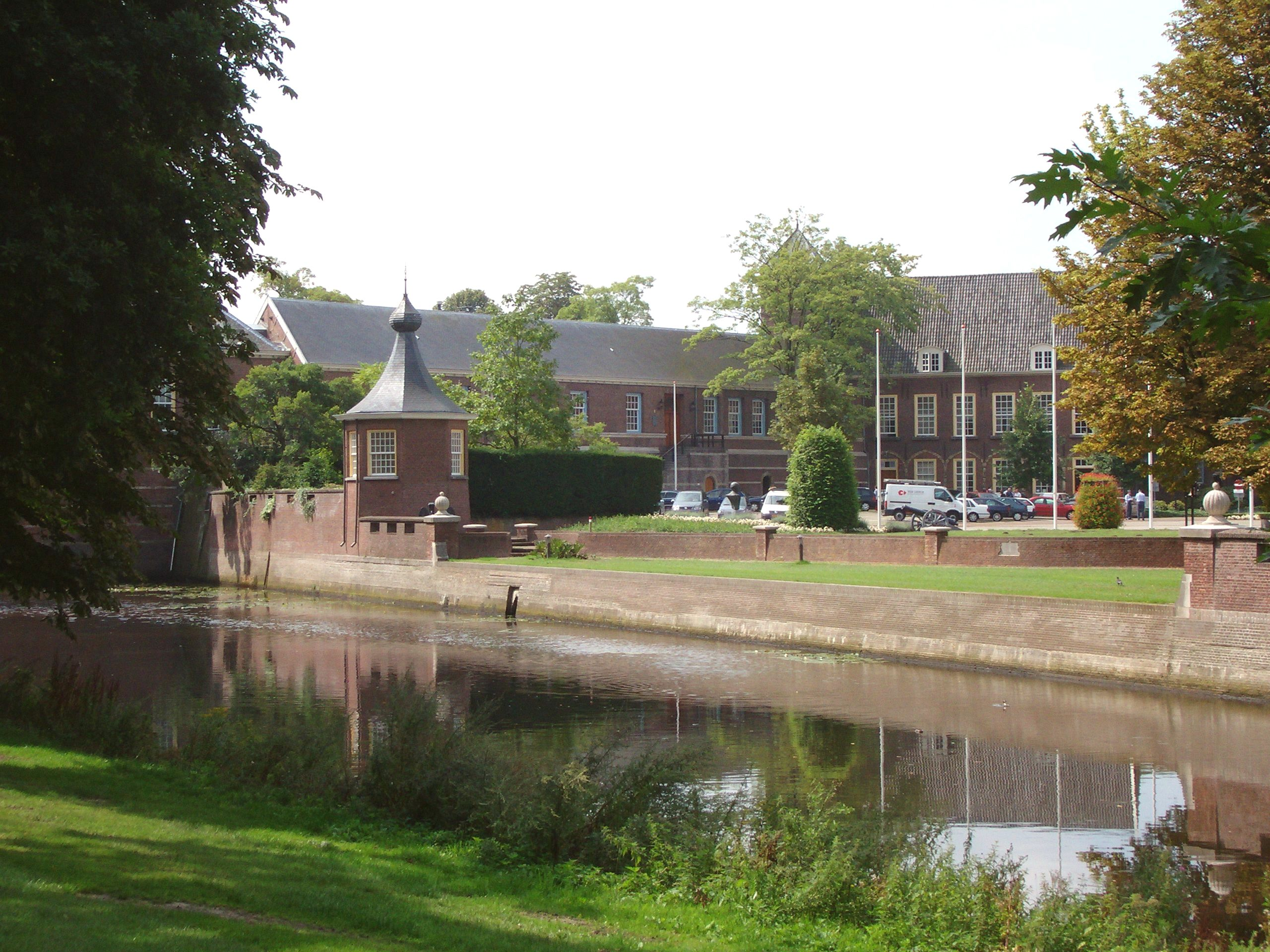
Vue d'une partie de la cour du château de Breda.

Les conférences de Bréda (ou préliminaires de paix de Bréda) consistent en une série de négociations entre les représentants du royaume de France et de la Grande-Bretagne dans la ville de Bréda de 1746 à 1748, en vue de préparer le traité d'Aix-la-Chapelle et mettre ainsi un terme à la guerre de succession d'Autriche.

## Contexte
En Angleterre, l'opinion s'élève depuis 1744 contre la guerre de succession d'Autriche qui s’éternise en drainant l'énergie du pays. En France, même situation, à ceci près que les finances royales sont au bord du gouffre.

## Parties en présence
La délégation française était représentée par le marquis de Puysieulx, ministre des Affaires étrangères du roi, et la délégation britannique par Lord Sandwich, au nom du roi George II. 
Ces pourparlers n'avaient pas pour mission officielle de préparer la paix mais servirent aux deux parties à évaluer ou jauger leurs forces : entamés en août 1746, ils se terminèrent au cours de l'été 1748, soit quelques mois avant la signature du traité d'Aix-la-Chapelle qui devait associer à ce moment-là d'autres nations. Les Anglais refusèrent l'usage du mot « préliminaires ». Les discussions eurent lieu en français, la langue de la diplomatie en ce temps.
Ce furent les Provinces-Unies, en principe neutres, mais en réalité alliées à la Grande-Bretagne, qui accueillirent ces conférences. Le prince Guillaume d'Orange-Nassau prêta aux délégations britanniques son château. S'arrogeant les prérogatives de son frère premier ministre (ce qui lui fut reproché), le duc de Newcastle leur donna pour instructions de prolonger les discussions le plus longtemps possible, et ce afin de permettre une victoire britannique décisive sur le terrain, victoire qui leur aurait permis d'imposer leurs vues. De leurs côtés, les Français furent quelque peu victorieux, mais pressés par un manque d'argent, ils firent en sorte d'accélérer le processus. 
Les Anglais commencèrent par rejeter la proposition française qui envisageait de neutraliser l'ensemble des Pays-Bas : l'accepter remettait en cause l'alliance historique avec les Hollandais, dont les Anglais auraient eu besoin en cas de futurs conflits.
Cette réaction ne plut pas au marquis d'Argenson, secrétaire d’État aux Affaires étrangères. Sandwich pensait que « Puisieux était un homme extrêmement poli et doux, qu'il avait de très bonnes manières, qu'il s'emportait quelquefois [et] qu'il avait remarqué que les vivacités de Puisieux n'étaient jamais déplacées ni hors de temps ». Ces propos « avait beaucoup réjoui Puisieux, qui dans toutes les conférences avait fait grand usage de moqueries et de menaces, parce qu'il remarquait que cela faisait effet ». 
En janvier 1747, D'Argenson tomba en disgrâce. En février, des délégués d'autres nations belligérantes furent autorisés à venir en observateurs, comme l'Espagnol Melchor Rafael de Macanaz. Ensuite, Puisieux fut remplacé par Jean-Gabriel de La Porte du Theil (1683-1755), en tant que ministre plénipotentiaire. C'est encore lui qui représenta la France durant les accords du traité de paix d'Aix, aux côtés de Puisieux.
En mai 1747, les troupes françaises pénètrent en Zélande. Tandis que les Anglais parviennent à intercepter les différents courriers diplomatiques français aux fins d'en prendre connaissance, Sandwich est nommé ambassadeur des Provinces-Unies et participe à un coup d’État qui propulse le prince d'Orange-Nassau au grade de Stathouder. Cette manœuvre galvanise la coalition flamande, rendues inquiètes face à l’avancée des armées françaises. Le 2 juillet 1747, la bataille de Lauffeld permet aux armées françaises d'enfoncer les forces anglo-néerlandaises et de s'emparer de la ville de Berg-op-Zoom. En août, les Anglais envisagent sérieusement de reprendre les discussions : ils n'ont plus d'autres alternatives que de se lancer dans des tractations territoriales. Ils proposent aux Français de rendre la place forte de Louisbourg, prise en 1745, en échange de celle de Madras. Sur cette base, les armées française accepteraient de se retirer des Flandres néerlandaises et la Prusse conserverait la Silésie.
Écartant in fine les autres nations de ces conférences, les Anglais présentèrent avec les Français, les termes préliminaires à un traité de paix qui devaient imposer leurs vues et seulement celles-ci.

## Conséquences
Ces termes déplurent fortement à Marie-Thérèse d'Autriche, qui mit en sommeil l'alliance avec l'Angleterre, et entama un rapprochement avec la France, situation qui devait conduire à la Guerre de Sept Ans.